# توتان (غرمسار كرمان)
توتان (بالفارسية: توتان) هي منطقة سكنية تقع في إيران في قسم غرمسار الریفي. يقدر عدد سكانها بـ 0 نسمة بحسب إحصاء 2016.